# Hippasella
Hippasella Mello-Leitão, 1944 è un genere di ragni appartenente alla famiglia Lycosidae.

## Distribuzione
Le 3 specie note di questo genere sono state reperite in America meridionale: la specie dall'areale più vasto è la H. guaquiensis, rinvenuta in Perù, Bolivia e Argentina.

## Tassonomia
Rimossa dalla sinonimia con il genere Sosippus Simon, 1888, a seguito di un lavoro dell'aracnologa Sierwald del 2000, contra un precedente lavoro dell'aracnologo Capocasale del 1990.
Non sono stati esaminati esemplari di questo genere dal 2011.
Attualmente, a gennaio 2017, si compone di 3 specie:
1. Hippasella alhue Piacentini, 2011 — Argentina
2. Hippasella arapensis (Strand, 1908) — Perù
3. Hippasella guaquiensis (Strand, 1908)[2] — Perù, Bolivia, Argentina

### Sinonimi
- Hippasella nitida Mello-Leitão, 1944; posta in sinonimia con H. guaquiensis (Strand, 1908) a seguito di uno studio degli aracnologi Álvares & Brescovit del 2007[1].